# Karl Hipfinger
Karl Hipfinger (* 28. Oktober 1905 in Wien; † 20. April 1984) war ein österreichischer Gewichtheber. Er war Europameister 1929 in Wien und Gewinner einer Bronzemedaille bei den Olympischen Spielen 1932 in Los Angeles, jeweils im Mittelgewicht.

## Werdegang
Karl Hipfinger, ein Wiener Polizist, gehörte ab 1926 zu den besten österreichischen Gewichthebern. In diesem Jahr wurde er zum ersten Mal österreichischer Meister im Mittelgewicht. Diesen Erfolg wiederholte er in den Jahren 1927, 1929, 1930, 1931 und 1932. Im Jahre 1927 stellte er auch neue Weltrekorde auf. Er erzielte im beidarmigen Stoßen im Mittelgewicht 135 kg und 140,5 kg. Im olympischen Dreikampf erzielte er 330 kg, was im Jahre 1927 ebenfalls Weltrekord war. Allerdings konnte er 1926 und 1927 bei internationalen Meisterschaften noch keine Erfolge erzielen, weil in diesen Jahren keine solchen veranstaltet wurden. Karl Hipfinger gehörte zunächst dem Athletenclub Herkules Wien an und wechselte 1928 zum Polizei SV Wien.
Bei den Olympischen Spielen 1928 in Amsterdam trat er dementsprechend als Mitfavorit auf. Er konnte dort aber den Wettkampf wegen einer Verletzung nicht beenden und blieb unplatziert.
Im Jahre 1929 erzielte er in seiner Heimatstadt Wien dann den ersten großen Erfolg bei einer internationalen Meisterschaft. Er wurde mit 325 kg (90 - 102,5 - 132,5) im Olympischen Dreikampf neuer Europameister vor den beiden Deutschen Willi Reinfrank und Willi Hoffmann. Im November 1929 erzielte Karl Hipfinger in Wien 167,5 kg im beidarmigen Stoßen nach unfreiem Umsetzen (2 Tempis):
Bei der Europameisterschaft 1930 in München war er in keiner guten Form und belegte mit 305 kg (90 - 92,5 - 132,5) im Mittelgewicht nur den 3. Platz hinter dem Plauener Olympiasieger von 1928 Kurt Helbig, der 332,5 kg erzielte und dem Olympiasieger von 1924 Carlo Galimberti aus Italien, der auf 322,5 kg kam.
Im Jahre 1932 startete Karl Hipfinger bei den Olympischen Spielen in Los Angeles. Er war dort in sehr guter Form und erzielte im olympischen Dreikampf mit 337,5 kg (90 - 107,5 - 140) eine persönliche Bestleistung, die aber hinter Rudolf Ismayr aus Deutschland, 345 kg und Carlo Galimberti, 340 kg, nur zum dritten Platz reichte. Immerhin gewann er damit eine Bronzemedaille.
Eine weitere Medaille gewann Karl Hipfinger bei der Europameisterschaft 1934, die in Turin stattfand. Er erzielte im Mittelgewicht 330 kg (90 - 102,5 - 137,5) und lag damit hinter Ismayr, der 347,5 erzielte und seinem Landsmann Heitzmann, der auf 332,5 kg kam.
Zu keiner Medaille reichte es für Karl Hipfinger bei der Europameisterschaft 1935 in Paris. Er erzielte mit 330 kg (90 - 102,5 - 137,5) zwar das gleiche Ergebnis wie der Bronzemedaillengewinner Lepreux aus Frankreich, kam aber wegen seines schwereren Körpergewichts nur auf den 4. Platz.
In der österreichischen Qualifikation für die Olympischen Spiele 1936 in Berlin konnte sich Karl Hipfinger gegen seine Wiener Gewichtheberkollegen Hans Walla und Anton Hangel nicht durchsetzen und wurde deshalb nicht mehr nominiert.
Die Spezialübung von Karl Hipfinger war das beidarmige Stoßen. In dieser Disziplin stellte er auch mehrere Weltrekorde auf. Seine Schwäche hingegen war das beidarmige Drücken. In dieser Übung lag er gegenüber seinen Hauptkonkurrenten Rudolf Ismayr und Carlo Galimberti schon meist mit 15 kg im Rückstand. Obwohl er im beidarmigen Stoßen dann regelmäßig die beste Leistung aller Konkurrenten zeigte, konnte er meist den Rückstand aus dem beidarmigen Drücken nicht mehr ganz aufholen.

## Internationale Erfolge
(OS = Olympische Spiele, EM = Europameisterschaft, OD = olympischer Dreikampf, Mi = Mittelgewicht, damals bis 75 kg Körpergewicht)
- 1928, unpl., OS in Amsterdam, OD, Mi, Aufgabe nach Verletzung; Sieger: Roger François, Frankreich, 335 kg vor Carlo Galimberti, Italien, 332,5 kg u. Scheffer, Niederlande, 327,5 kg;
- 1929, 1. Platz, Intern. Meisterschaft von Böhmen u. Mähren in Zlín, OD, Mi, mit 317,5 kg, vor Ebert, Tschechoslowakei, 310 kg u. Rager, Österreich, 280 kg;
- 1929, 1. Platz, EM in Wien, OD, Mi, mit 325 kg (90-102,5-132,5), vor Willi Reinfrank, 322,5 kg u. Willi Hoffmann, beide Deutschland, 305 kg;
- 1930, 3. Platz, EM in München, OD, Mi, mit 305 kg (80-92,5-132,5), hinter Kurt Helbig, Deutschland, 332,5 kg u. Carlo Galimberti, 322,5 kg;
- 1930, 4. Platz, Deutsche Kampfspiele in Breslau, OD, Mi, mit 305 kg (85-95-125), hinter Kurt Helbig, Plauen, 328,75 kg, Rudolf Ismayr, SC Roland München, 312,5 kg u. Willi Hoffmann, Magdeburg, 307,5 kg;
- 1932, Bronzemedaille, OS in Los Angeles, OD, Mi, mit 337,5 kg (90-107,5-140), hinter Rudolf Ismayr, Deutschland, 345 kg u. Carlo Galimberti, 340 kg u. vor Roger Francois, 335 kg;
- 1934, 3. Platz, EM in Turin, OD, Mi, mit 330 kg (90-102,5-137,5), hinter Rudolf Ismayr, 347,5 kg u. Heitzmann, Österreich, 332,5 kg u. vor Carlo Galimberti, 320 kg;
- 1935, 4. Platz, EM in Paris, OD, Mi, mit 330 kg (90-102,5-137,5), hinter Rudolf Ismayr, 360 kg, Hans Gottschalk, Deutschland, 332,4 kg u. Lepreux, Frankreich, 330 kg

## Österreichische Meisterschaften
Karl Hipfinger wurde in den Jahren 1926, 1927, 1929, 1930, 1931 und 1932 österreichischer Meister im Mittelgewicht.

## Weltrekorde
- 1927, Mi, Stoßen, 135 kg,
- 1927, Mi, Stoßen, 140,5 kg,
- 1927, Mi, Stoßen, 142,5 kg,
- 1927, Mi, olympischer Dreikampf, 330 kg,
- 1928, Mi, Reißen, 103 kg,
- 1929, Mi, Stoßen, 145 kg